# Regione del Međimurje
La regione del Međimurje (in croato Međimurska županija, in sloveno Medžimurska županija, in ungherese Muraköz megye) è una regione della Croazia, la più settentrionale del Paese. Essa prende il nome dall'omonima regione situata tra i fiumi Mura e Drava e confina con la Slovenia e l'Ungheria. Capoluogo della regione è Čakovec.

## Città e comuni
La regione del Međimurje è costituita da tre città e 22 comuni, qui sotto elencati (fra parentesi il dato relativo al censimento della popolazione del 2001).

### Città
| Città           | Ab.    |
| --------------- | ------ |
| Čakovec         | 30.455 |
| Mursko Središće | 6.549  |
| Prelog          | 7.871  |

### Comuni
| Comuni               | Ab.    |
| -------------------- | ------ |
| Belica               | 3.509  |
| Dekanovec            | 832    |
| Domašinec            | 2.459  |
| Donja Dubrava        | 2.274  |
| Donji Kraljevec      | 4.931  |
| Donji Vidovec        | 1.595  |
| Goričan              | 3.148  |
| Gornji Mihaljevec    | 2.046  |
| Kotoriba             | 3.333  |
| Mala Subotica        | 5.676  |
| Nedelišće            | 11.544 |
| Orehovica            | 2.769  |
| Podturen             | 4.392  |
| Pribislavec          | 2.929  |
| Selnica              | 3.442  |
| Strahoninec          | 2.728  |
| Sveta Marija         | 2.433  |
| Sveti Juraj na Bregu | 5.280  |
| Sveti Martin na Muri | 2.958  |
| Šenkovec             | 2.770  |
| Štrigova             | 3.221  |
| Vratišinec           | 2.213  |